# Angraecum falcifolium
Angraecum falcifolium är en orkidéart som beskrevs av Jean Marie Bosser. Angraecum falcifolium ingår i släktet Angraecum och familjen orkidéer. Inga underarter finns listade i Catalogue of Life.